# インターナショナル・エアラインズ・グループ
インターナショナル・エアラインズ・グループ（International Airlines Group）は、スペインのマドリードに登録事務所およびイギリスのロンドンに事業本部を置く多国籍航空持株会社。イベリア航空、エアリンガス、ブエリング航空、ブリティッシュ・エアウェイズ、レベルの持株会社である。
本項では以下、インターナショナル・エアラインズ・グループを指して「IAG」という表記に統一する。

## 概要
それぞれイギリスのフラッグ・キャリアであるブリティッシュ・エアウェイズ（BA）とスペインのフラッグ・キャリアであるイベリア航空の合併協定により、2011年1月に設立された。ブリティッシュ・エアウェイズのほうが規模が大きかったため、合併時にBAの株式を保有していた企業には、合併後のIAGの株式の55％が与えられた。BAとイベリア航空は独立した企業ではなくなり、IAGの完全な子会社となった。同社はロンドン証券取引所とマドリード証券取引所に上場しており、株価指数はFTSE100種総合株価指数およびIBEX 35である。
現在は、アイルランドのフラッグ・キャリアのエアリンガス、スペインの格安航空会社のレベルとブエリング航空の持株会社でもあり、貨物輸送のIAGカーゴも運営している。また、ワンワールド加盟航空会社でも使用できるマイレージサービスのアビオス（Avios）も提供している。
グループの登記上本社はイベリアの本社所在地であるマドリードに置かれているが、本社機能の大半はBAの本社所在地であるロンドンに置いている。また、出資比率はBAが55％、イベリアが45％とされている。

## 沿革

### BA・イベリア航空の持株会社であるIAGの設立

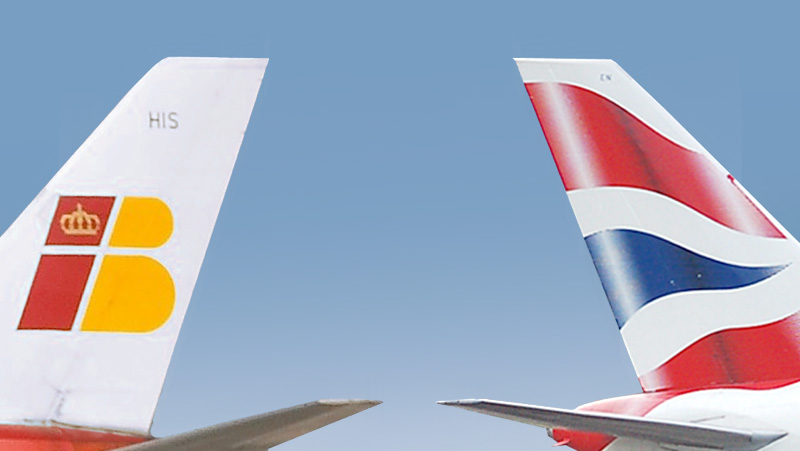
ブリティッシュ・エアウェイズとイベリア航空

ブリティッシュ・エアウェイズ（BA）とイベリア航空は共に航空連合・ワンワールドに加盟しているが、スターアライアンスの中心メンバーでヨーロッパ最大の航空会社であるルフトハンザ・グループやスカイチームのエールフランス‐KLMに対抗するため、統合交渉を進め2009年11月12日に基本合意。グループの名称は「インターナショナル・エアラインズ・グループ」とされ、2010年4月8日に経営統合が正式決定した。統合後もBAとイベリアはそれぞれ、従来のブランドを維持する。
2011年10月6日、IAGはイベリア・エクスプレスを設立した。IAGのハブであるマドリードから短距離および中距離路線を運航し、イベリア航空の長距離ネットワークに重点を置くために設立された。 イベリア・エクスプレスは2012年3月25日に運航を開始した。

### ブリティッシュ・ミッドランド航空の買収
2011年11月4日に、IAGは原則としてルフトハンザドイツ航空からブリティッシュ・ミッドランド航空（BMI）を買収することで合意した。これにより、ロンドン・ヒースロー空港のIAGのスロットのシェアが45％から54％に増加した。2011年12月22日、IAGはルフトハンザとの拘束力のある取引に合意し、BMIを1億7,250万ポンドで買収した。2012年3月30日、統合グループが1日12スロットを売却し、ヒースロー空港で1日2スロットをリースすることを条件に、購入が承認された。買収は2012年4月20日に完了し、BMIの機材と路線は2012年を通じてブリティッシュ・エアウェイズのスケジュールに統合された。

### ブエリング航空の買収・IAGカーゴの設立
2012年11月8日、IAGはバルセロナを拠点とするスペインの格安航空会社、ブエリング航空の買収を提案した。ブエリングの普通株1株あたり7ユーロで、買収総額は1億1,300万ユーロになると予想されていた。2012年9月30日の時点で報告されたブエリングの総資産は8億5,000万ユーロで、それまでの9か月間で5,900万ユーロの税引前利益を生み出した。2013年4月9日に9.25ユーロの増額提案がブエリング取締役会に受け入れられ、4月23日に株主の過半数の承認を受けた。4月26日にブエリングの買収を終えた。
2012年12月、IAGはブリティッシュ・エアウェイズ、BMI、およびイベリア航空の貨物事業を1つの事業部門であるIAGカーゴに統合した。

### エアリンガスの買収
2015年1月、IAGはアイルランドのフラッグ・キャリアであるエアリンガスに13.6億ユーロの買い付けを開始した。これは、以前の2つの買い付けが拒否された後、受け入れられると予想されていた。同年1月下旬にエアリンガスの取締役会、5月にアイルランド政府はエアリンガスの持分をIAGに売却することに同意した。2015年7月10日にエアリンガスの株主であるライアンエアーに保有株29.8％購入を提案し、ライアンエアーの取締役会で全会一致で可決したと発表し、買収は2015年8月18日に完了した。

### レベルの設立
2017年3月、スペインのバルセロナに拠点を置く新しい格安航空会社（LCC）「レベル」の運航を2017年6月に開始することを発表した。
2017年12月29日、IAGは15機のエアバスA321とデュッセルドルフ、ミュンヘン、ウィーン、チューリッヒ、パルマ・デ・マヨルカの航空交通権を含むオーストリアのニキ航空から購入したことが発表された。ニキ航空の後継として、ブエリング航空のオーストリア子会社を設立する予定だった。

### ノルウェー・エアシャトルの買収の試み
2018年4月に、IAGは格安航空会社のノルウェー・エアシャトルの買収を検討していたと報告されたが、2019年初頭までにIAGはノルウェー・エアシャトルの持分を完全に売却した。
2019年6月、ボーイング737MAXのMCASシステムの設計が原因で発生したと思われる2つの航空事故の後、IAGはボーイング737MAXの200機を購入する旨の同意書に署名した。
2019年のパリ航空ショーで、IAGはエアリンガスとイベリア航空向けの14機のエアバスA321XLRを購入することに同意した。

### エア・ヨーロッパの買収
2019年11月、IAGはグロバリアからエア・ヨーロッパを10億ユーロ（約1210億円）で買収する計画を発表した。 対外債務を資金源とするこの取引は、規制当局の承認を条件として、2020年の後半に完了する予定である。

## 運航

### 子会社
IAGはイベリア航空、エアリンガス、ブエリング航空、ブリティッシュ・エアウェイズ、レベルの持株会社であり、独自のブランド名を残し運航している。
現在IAGはルフトハンザ・グループ、ライアンエアーに次ぐヨーロッパで3位の規模となっている。
2020年6月現在、グループ全体で旅客機598機を保有、全世界の279都市に就航している。
グループでは統合完了から5年後の時点で年間約4億ユーロの統合効果を見込んでいるが、統合完了に際しては両社の株主及び欧州委員会の承認とBA側の年金プランについてイベリア側が同意することが条件とされている。

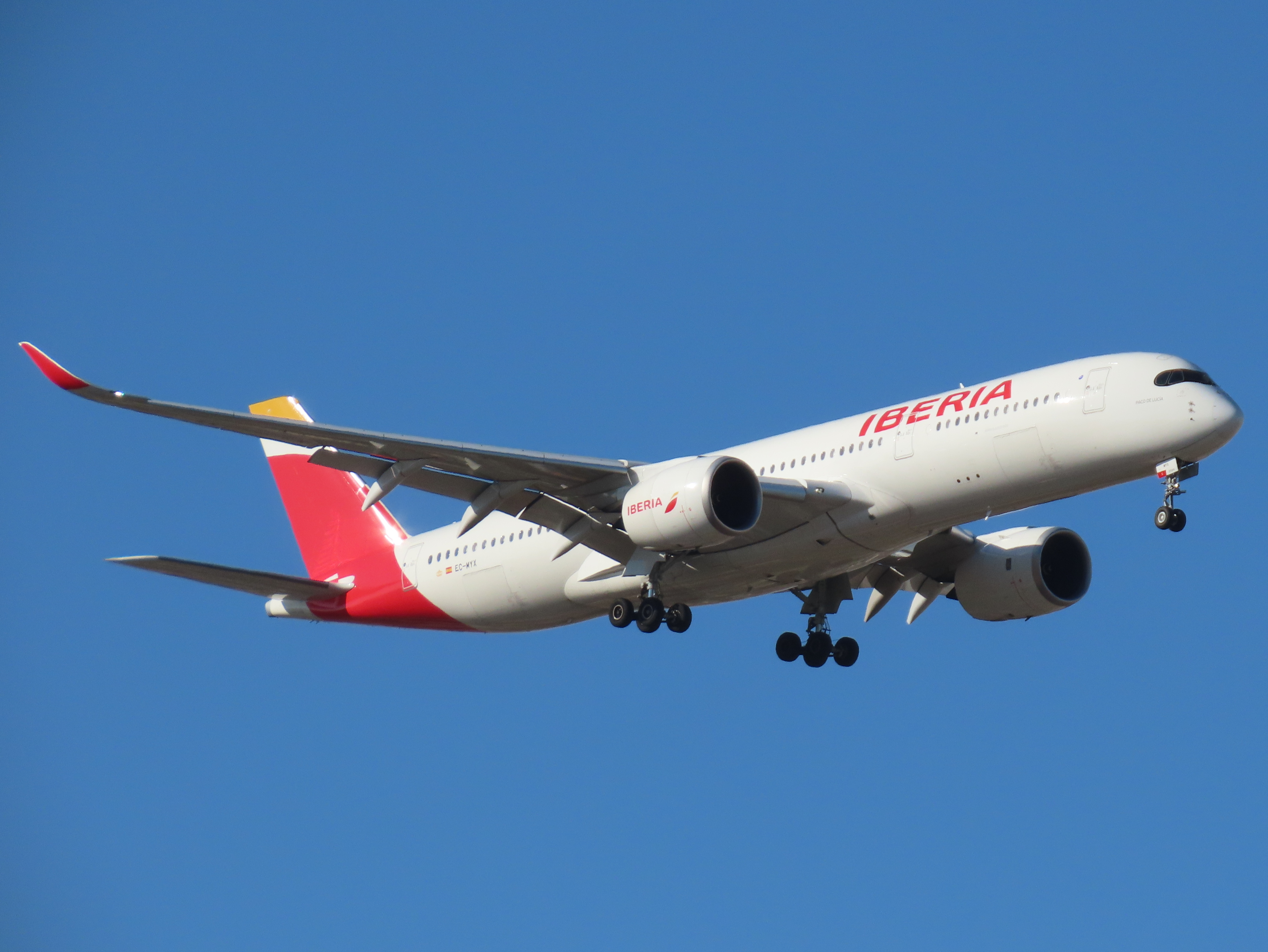
イベリア航空（A350-900）
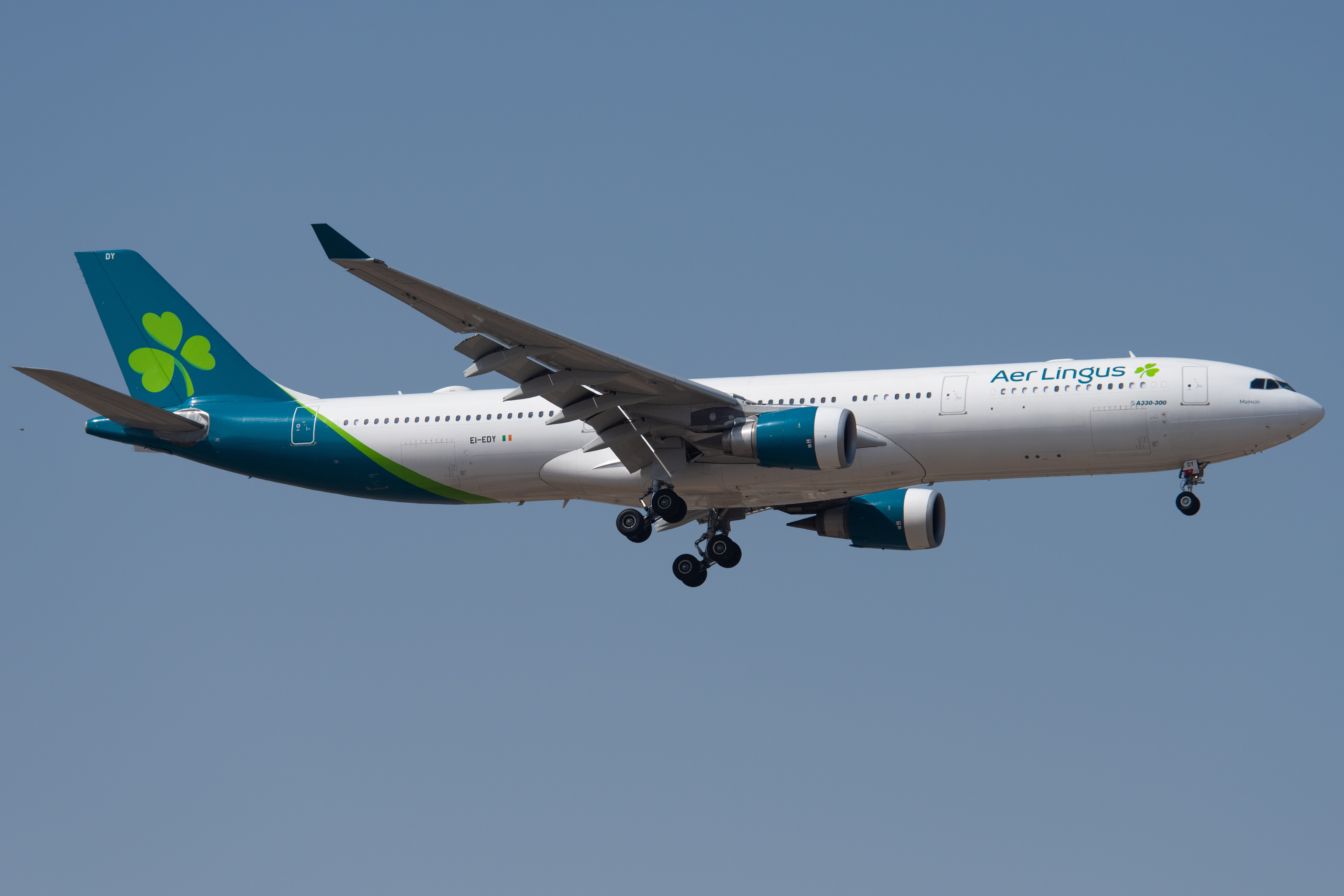
エアリンガス（A330-300）
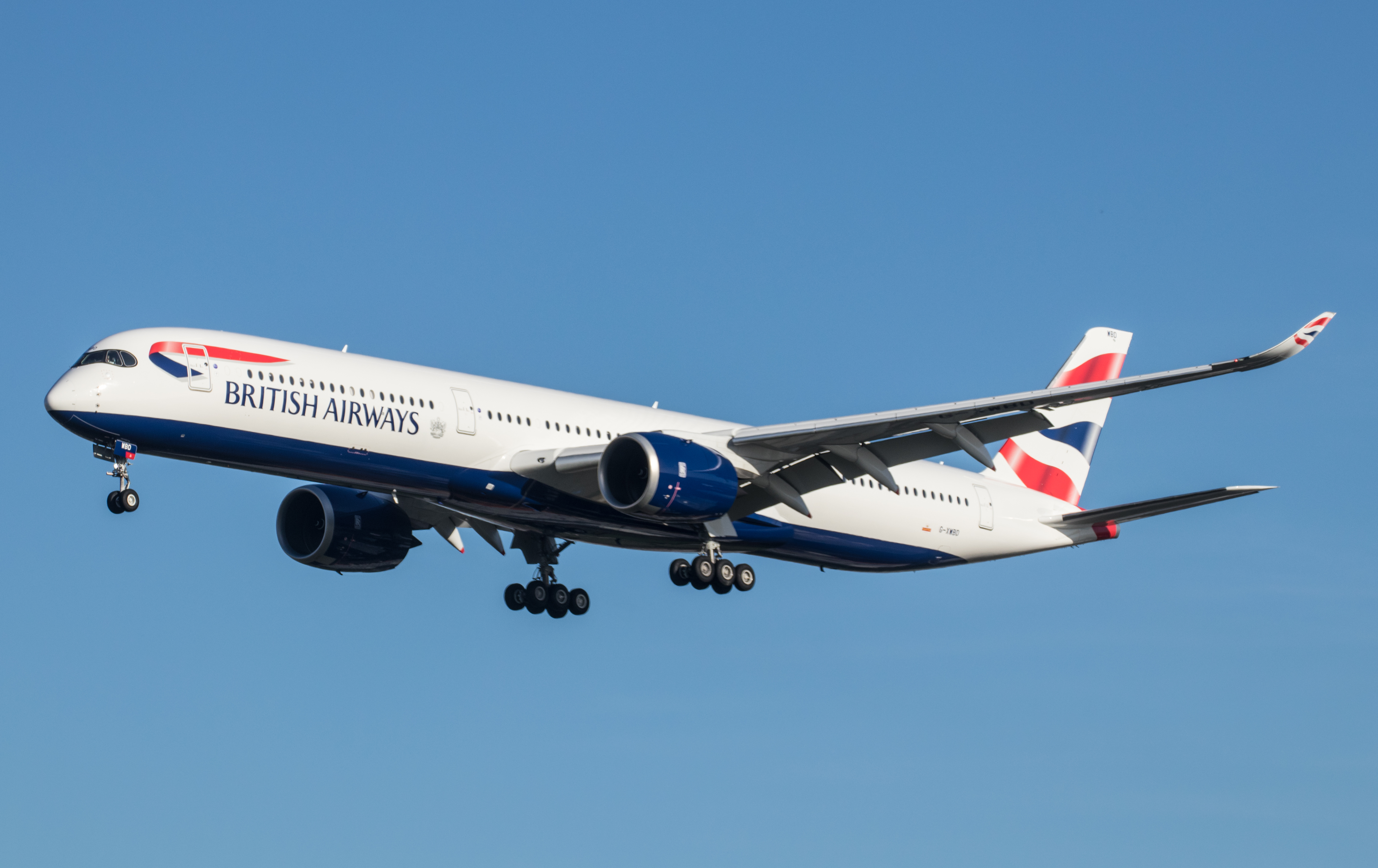
ブリティッシュ・エアウェイズ（A350-1000）
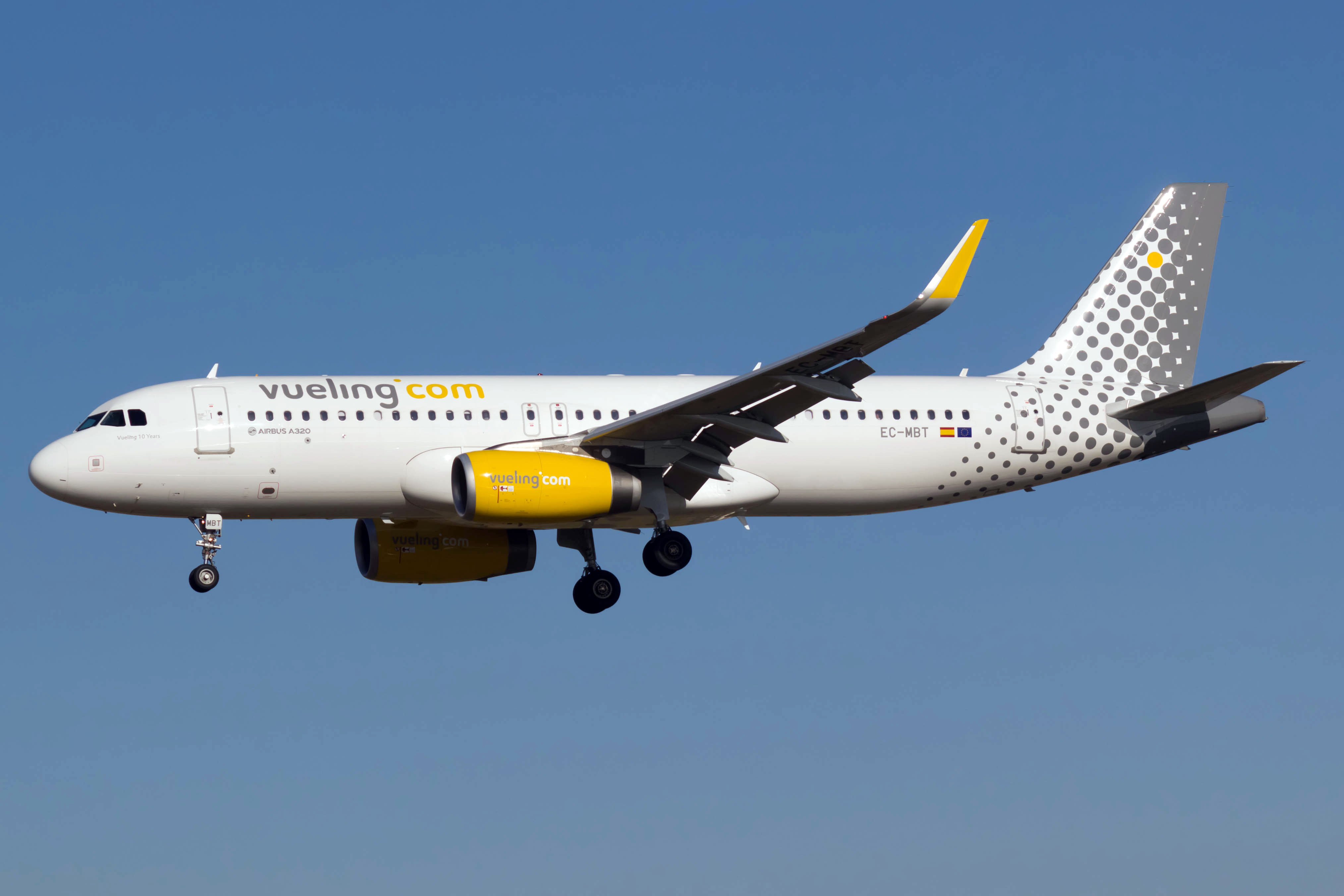
ブエリング航空（A320-200）
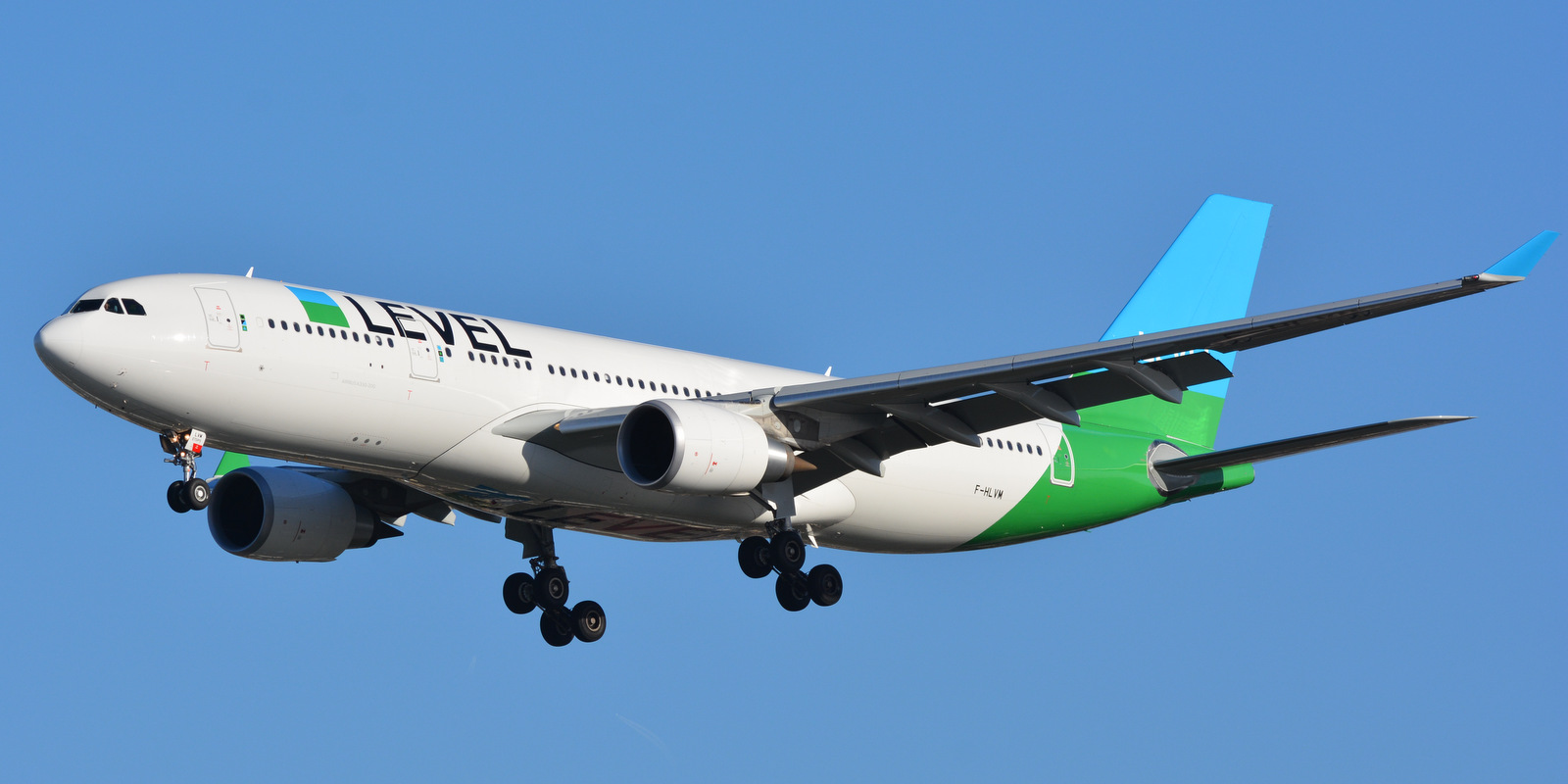
レベル（A330-200）

### マイレージサービス
IAGは、2011年11月16日にエアマイル、BAマイル、およびイベリア・プラス・ポイントを統合したアビオス（Avios）マイレージサービスを運営している。アビオスポイントは、エアリンガス、ブリティッシュ・エアウェイズ、イベリア航空、レベル、ブエリング、ワンワールドアライアンスメンバーのフィンエアーなどでも使用できる。

## 保有機材
グループで保有する機材は次の通り。各機数は派生型を含む。（2019年12月31日現在）
| 機種              | 運用中 | 発注済 | オプション |
| ----------------- | ------ | ------ | ---------- |
| エアバスA318      | 1      | –      | –          |
| エアバスA319      | 57     | –      | –          |
| エアバスA320      | 254    | 34     | 76         |
| エアバスA321      | 66     | 45     | 14         |
| エアバスA330-200  | 24     | –      | –          |
| エアバスA330-300  | 16     | 1      | –          |
| エアバスA340-600  | 15     | –      | –          |
| エアバスA350      | 9      | 33     | 52         |
| エアバスA380      | 12     | –      | –          |
| ボーイング747-400 | 32     | –      | –          |
| ボーイング777-200 | 46     | –      | –          |
| ボーイング777-300 | 12     | 4      | –          |
| ボーイング777-9   | –      | 18     | 24         |
| ボーイング787-8   | 12     | –      | –          |
| ボーイング787-9   | 18     | –      | –          |
| ボーイング787-10  | –      | 12     | –          |
| エンブラエルE170  | 6      | –      | –          |
| エンブラエルE190  | 18     | –      | –          |
| 合計              | 598    | 147    | 166        |

## IAG事業者

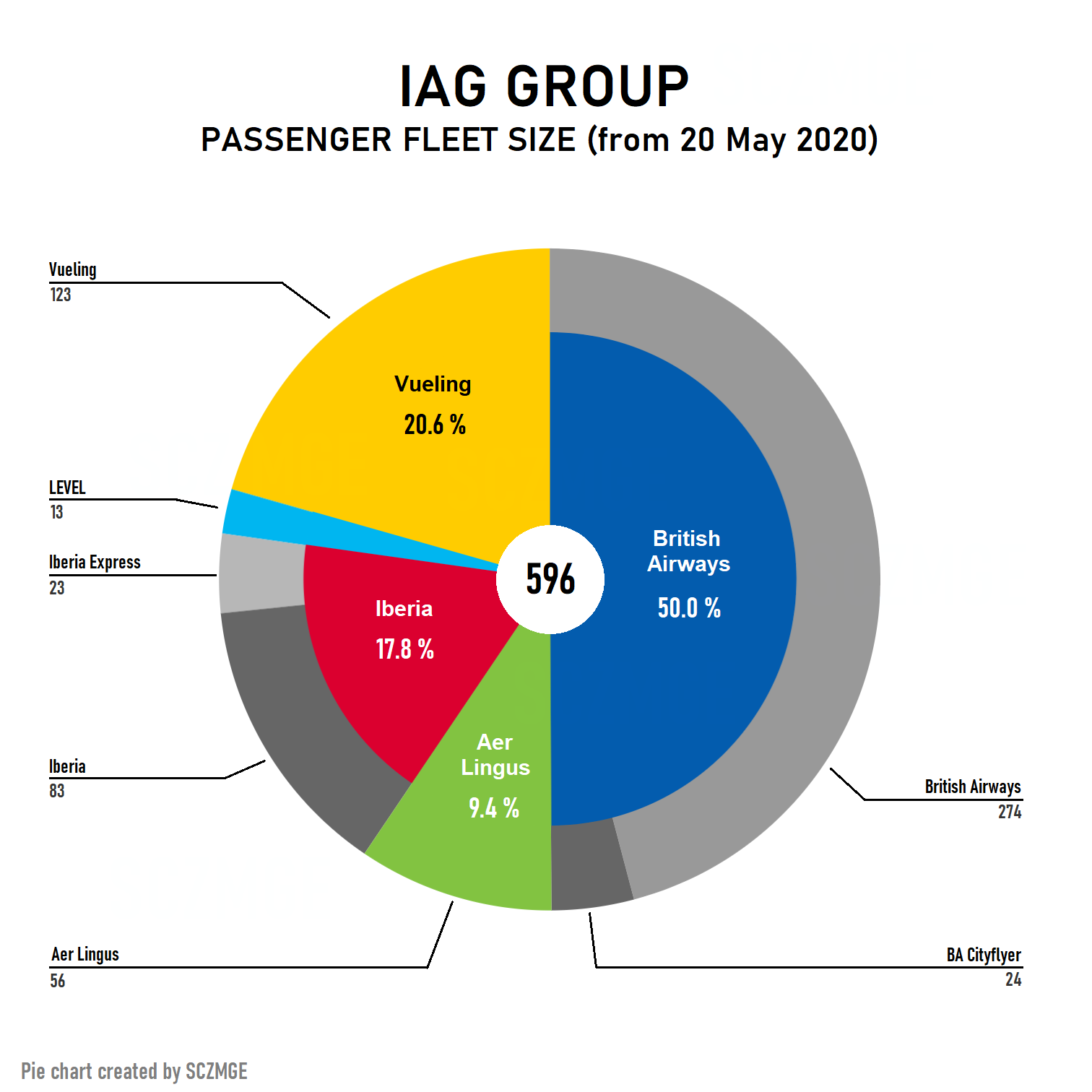
IAGの現在の旅客フリートサイズ（貨物を除く）- 2020年5月

IAGは、税務目的でスペインに本拠地を置いており、スペインの株式会社として法人化されている。2011年1月24日からロンドン証券取引所に上場しており、株価指数はFTSE100種総合株価指数である。同年4月1日からマドリード、バルセロナ、ビルバオ、バレンシアの証券取引所に上場しており、株価指数はFTSE100種総合株価指数およびIBEX 35である。時価総額でエールフランス‐KLMを抜きルフトハンザ・ドイツ航空に迫ることとなった。
カタール航空はIAGの少数株主であり、2015年に最初に投資し9.99％を購入した。それ以来、カタール航空は持株を着実に増やし、2020年2月現在で25.1％の株式を保有している。
イギリスとスペインの子会社の管理を統括するIAGの運営本部は、ロンドンのハーモンズワースにあるウォーターサイドの建物にある。

### 構成
| 子会社 | 所属                   | IAG無所属                                                     |
| --- | ---------------------- | ------------------------------------------------------------- |
| エアリンガス | N/A                    | エアリンガス・リージョナル（ストバートエアによる運航）        |
| ブリティッシュ・エアウェイズ | BAシティフライヤー     | コムエアー（11.5％株式） サン・エア（フランチャイズ）         |
| イベリア航空 | イベリア・エクスプレス | エア・ノストラム(フランチャイズ、イベリア・レヒオナルとして） |
| レベル | N/A                    | N/A                                                           |
| ブエリング航空 | N/A                    | N/A                                                           |
| その他の子会社 |                        |                                                               |
| - IAGカーゴ（イベリア・カーゴとブリティッシュ・エアウェイズ・ワールド・カーゴの合併） - アビオス・グループ（IAGのマイレージサービス） |                        |                                                               |

### 景気傾向
|                        | 2011               | 2012               | 2013               | 2014               | 2015               | 2016               | 2017               | 2018               | 2019               |
| グループの財務動向     | グループの財務動向 | グループの財務動向 | グループの財務動向 | グループの財務動向 | グループの財務動向 | グループの財務動向 | グループの財務動向 | グループの財務動向 | グループの財務動向 |
| ---------------------- | ------------------ | ------------------ | ------------------ | ------------------ | ------------------ | ------------------ | ------------------ | ------------------ | ------------------ |
| 売上高（億ユーロ）     | 163.39             | 181.17             | 186.75             | 201.7              | 203.5              | 225.67             | 229.72             | 244.06             | 255.06             |
| 税引前利益（億ユーロ） | 5.27               | −9.97              | 2.27               | 8.28               | 18.01              | 23.62              | 24.93              | 34.87              | 22.75              |
| 純利益（億ユーロ）     | 4.85               | −9.23              | 1.47               | 10.03              | 15.16              | 19.52              | 20.09              | 28.97              | 17.15              |
| 一株利益 (ユーロ)      | 31.1               | −51.0              | 6.6                | 48.2               | 73.5               | 93.0               | 95.8               | 142.7              | 86.4               |
| グループの運用動向     |                    |                    |                    |                    |                    |                    |                    |                    |                    |
| 乗客数（万）           | 5,170              | 5,460              | 6,720              | 7,730              | 8,830              | 10,070             | 10,480             | 11,290             | 11,830             |
| 貨物輸送（000トン）    |                    |                    |                    |                    | 661                | 680                | 701                | 702                | 682                |
| 航空機数（年末）       |                    |                    |                    |                    | 529                | 548                | 546                | 573                | 598                |
| 出典                   |                    |                    |                    |                    | [ 40 ]             | [ 40 ]             | [ 40 ]             | [ 40 ]             | [ 40 ]             |

2012年、ブリティッシュ・エアウェイズの利益はイベリア航空の損失により一掃され、存続のために闘っていたと報じられた。2013年までに、イベリア航空は10億ユーロの損失を記録し、IAGのウィリー・ウォルシュ最高経営責任者にイベリア航空の合併について擁護する必要になった。さらなる損失の後、イベリア航空が格安航空会社の競争と不況を戦ったため、IAGの貸借対照表は深刻な赤字になり、ウォルシュは合併を延期すべきだったと認め、「スペイン経済が悪化すると思われるが、最終的には合併は正しいことだと信じている」と述べた。2014年以降、イベリア航空は黒字に戻り、ウォルシュの予測が正当化されたことを示した。